# Christopher Stevens
John Christopher "Chris" Stevens (Grass Valley, Califórnia, 8 de abril de 1960 — Bengasi, 11 de setembro de 2012) foi um diplomata e advogado americano que era embaixador dos Estados Unidos na Líbia. Foi assassinado durante o ataque terrorista em Bengasi em 2012.

## Morte
Durante o ataque de Benghasi em 2012, um incêndio foi provocado contra o edifício principal do consulado com três americanos dentro - Stevens, Sean Smith e um oficial de segurança. De acordo com oficiais dos EUA, o oficial de segurança escapou e a equipe encontrou Smith morto. No entanto, a equipe não conseguiu localizar Stevens antes de ser expulsa do prédio sob fogo de armas leves.  Civis locais encontraram Stevens e o trouxeram para o Centro Médico de Benghasi em estado de parada cardíaca. A equipe médica tentou ressuscitá-lo, mas ele foi declarado morto por volta das 2 da manhã, horário local, em 12 de setembro de 2012. Relatórios posteriores sugeriram que o ataque foi coordenado e planejado com antecedência, com qualquer protesto coincidente ou possivelmente diverso. O presidente líbio Muhammad Magariaf culpou elementos da Ansar al-Sharia pelo assassinato, ligando-os à Al-Qaeda no Magrebe Islâmico. As autoridades líbias sugeriram que pode ter sido um ataque de vingança montado por legalistas (do falecido líder líbio Muammar Gaddafi) que foram derrotados na Guerra Civil Líbia no ano anterior. Os médicos que cuidaram de Stevens disseram que nenhum ferimento físico visível foi encontrado em seu corpo e que ele morreu por inalação de fumaça, então a hipóxia foi a verdadeira causa da morte.

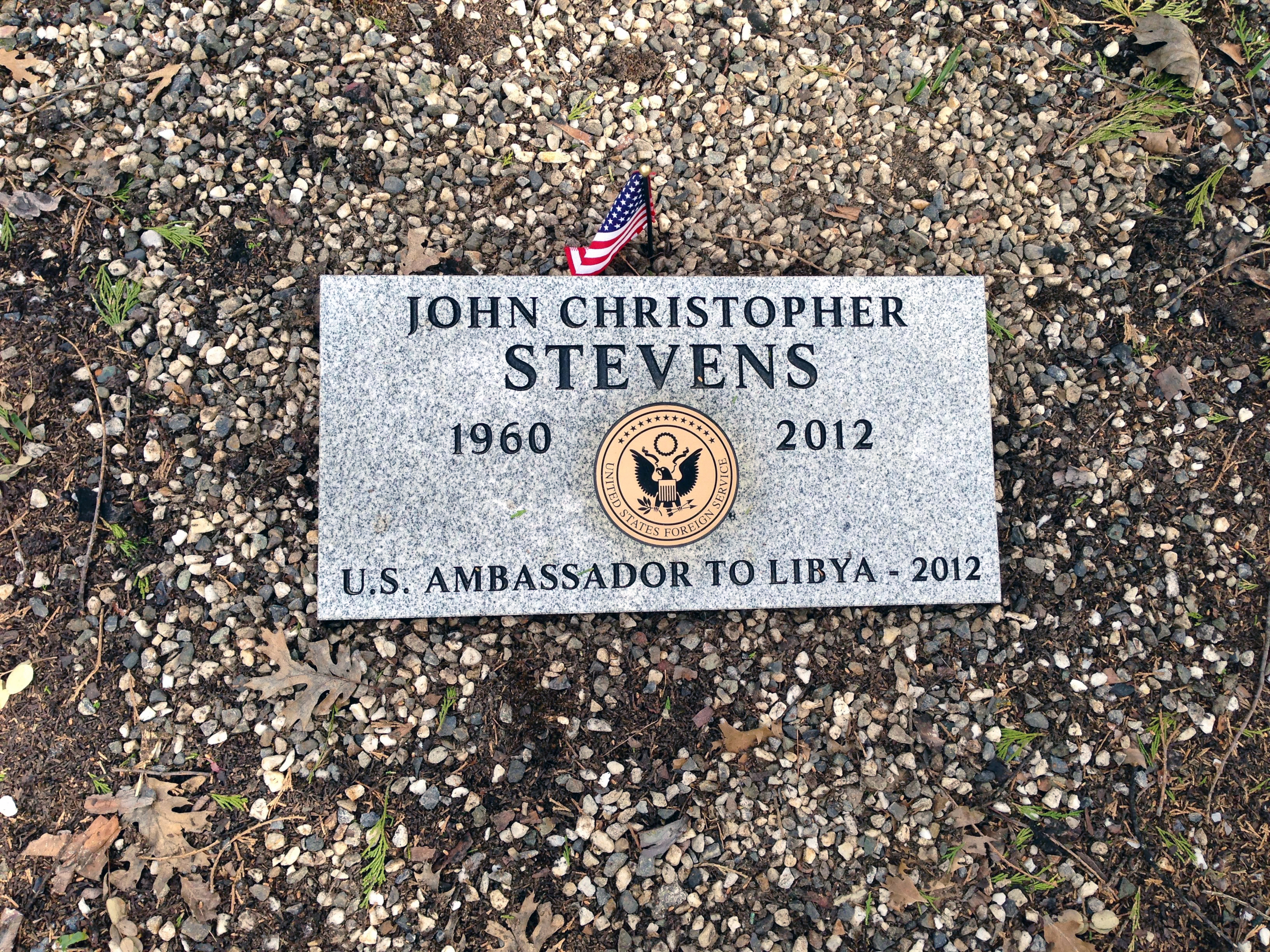
Túmulo de John Christopher Stevens em Grass Valley, Califórnia

Os sobreviventes americanos foram levados para uma casa segura. Um esquadrão de resgate composto por oito ex-militares americanos foi enviado de Trípoli, a capital. Eles foram emboscados e a casa segura foi atacada. Mais dois americanos morreram, incluindo um enviado de Trípoli; vários ficaram feridos. Relatórios posteriores identificaram as vítimas como Tyrone S. Woods e Glen A. Doherty , ambos ex-Navy SEALs trabalhando como contratados de segurança e inteligência.

Stevens está enterrado no Cemitério New Elm Ridge (anteriormente conhecido como Cemitério Forester) em Grass Valley, Califórnia.